# Seebach (Baden)
Seebach ist eine Gemeinde in Baden-Württemberg und gehört zum Ortenaukreis.

## Geographie

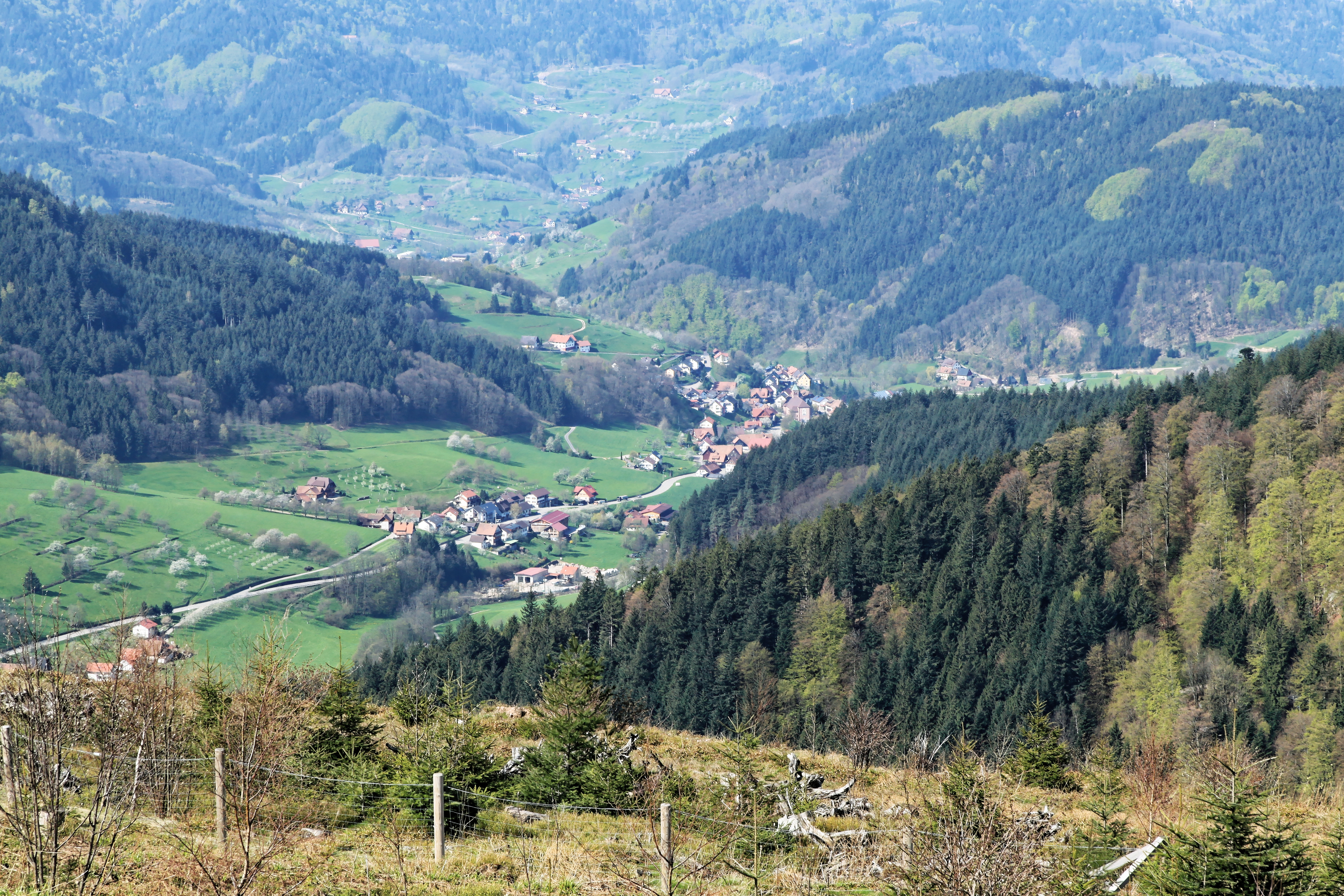
Seebach

### Geographische Lage
Die Nationalparkgemeinde Seebach liegt im Nordschwarzwald im oberen Achertal. Die Acher entspringt auf der Gemarkung von Seebach. Das Gemeindegebiet erstreckt sich von 340 m ü. NHN an der Ortsgrenze zu Ottenhöfen bis zur 1164 m ü. NHN hohen Hornisgrinde. Mehr als 75 Prozent der Gemeindefläche ist mit Wald bedeckt. Auf dem Gebiet der Gemeinde Seebach liegt der Mummelsee, direkt an der Schwarzwaldhochstraße. Seit dem 1. Januar 2014 ist Seebach der Dienstsitz für den Nationalpark Schwarzwald, den ersten Nationalpark in Baden-Württemberg.
Der Luftkurort Seebach liegt in einer Landschaft, deren Charakter von den bewaldeten Bergen und den landwirtschaftlich genutzten Talflächen bestimmt wird.
Die Gemarkungsfläche beträgt 1905 ha, davon sind 76 % mit Wald bedeckt. Die Höhenlage reicht von 400 m bis zur 1.164 Meter hohen Hornisgrinde.

### Nachbargemeinden
Die Gemeinde grenzt im Norden an Sasbachwalden, im Osten an Baiersbronn im Landkreis Freudenstadt, im Süden an Oppenau und Ottenhöfen und im Westen an Kappelrodeck.

### Gemeindegliederung
Eine Gemeindegliederung im rechtlichen Sinne gibt es nicht.
Zur Gemeinde Seebach gehören die Zinken Achert, Bosenstein, Busterbach, Geisdörfle, Grimmerswald, Hinterseebach, Koppenhöfen, Legelsau, Maisental, Markteich, Scherzenteich, Schwarzenbach, Schwarzenkopf, Silbergründle, Tannenteich und Wildenberg, die Höfe Aufs Deckershof, Bohnertshöfe, Hubershof, Knappenhöfen und Schnurrenhof, die Wohnplätze Darmstädterhütte, Mummelsee und Wolfsbrunnen und der Ort Vorderseebach. Im Gemeindegebiet liegen die abgegangenen Ortschaften Illerhöfe (möglicherweise aber auch umbenannt) und Lenderswald.

## Geschichte
Das obere Achertal wurde im 11. und 12. Jahrhundert erstmals besiedelt, einzelne Gehöfte wurden seit dem 13. Jahrhundert urkundlich erwähnt.
Der Ortsname von Seebach wurde im Jahr 1347 erstmals urkundlich erwähnt. Damals wurde ein Besitzverzeichnis des Klosters Allerheiligen niedergeschrieben, in welchem Klosterbesitz und Güter im Lenderswald in der heutigen Ortslage von Seebach erwähnt wurden.
Seit 1316 bis zum Jahr 1803 gehörten die Rotten Seebach und Grimmerswald sowie die weiteren Rotten des Oberen Achertals zum rechtsrheinischen Territorium des Bistums Straßburg. Im Jahr 1803 wurde das gesamt Gebiet dem Markgrafen von Baden zugeschlagen. Die Bestrebungen zur Loslösung vom Gerichtsverband Cappel unter Rodeck (heute Gemeinde Kappelrodeck) sind bereits 1804 belegt.
Das badische Organisationsedikt vom 26. November 1809 regelte schließlich die rechtlichen Voraussetzungen für die kommunalpolitische Eigenständigkeit. Zu einer politisch selbständigen Kommune wurde der Ort im Jahr 1818 mit der endgültigen Auflösung des Gerichtes Kappelrodeck. So datiert auch die erste eigenständige Gemeinderechnung aus dem Jahr 1818.
Seebach gehörte lange zum Landkreis Bühl, mit dessen südlichem Teil es 1973 an den neuen Ortenaukreis kam. Es ist die nach Einwohnerzahl kleinste Gemeinde im Ortenaukreis.

### Bevölkerungsentwicklung
| Datum      | Einwohner |
| ---------- | --------- |
| 17.05.1939 | 1340      |
| 13.09.1950 | 1431      |
| 06.06.1961 | 1418      |
| 27.05.1970 | 1514      |
| 30.06.1982 | 1521      |
| 30.06.1985 | 1495      |
| 30.06.1990 | 1523      |
| 31.12.1994 | 1525      |
| 31.12.2000 | 1485      |
| 31.12.2005 | 1533      |
| 31.12.2010 | 1448      |
| 31.12.2015 | 1382      |
| 30.12.2020 | 1425      |
| 31.12.2023 | 1424      |

Quelle

## Religionen
Seebach, das vorwiegend römisch-katholisch geprägt ist, gehörte früher zur Pfarrei in Ottenhöfen. 1924 wurde eine eigene Kirche geweiht und 1932 wurde Seebach auch kirchlich zu einer eigenständigen Gemeinde.

### Die Herz Jesu Kirche

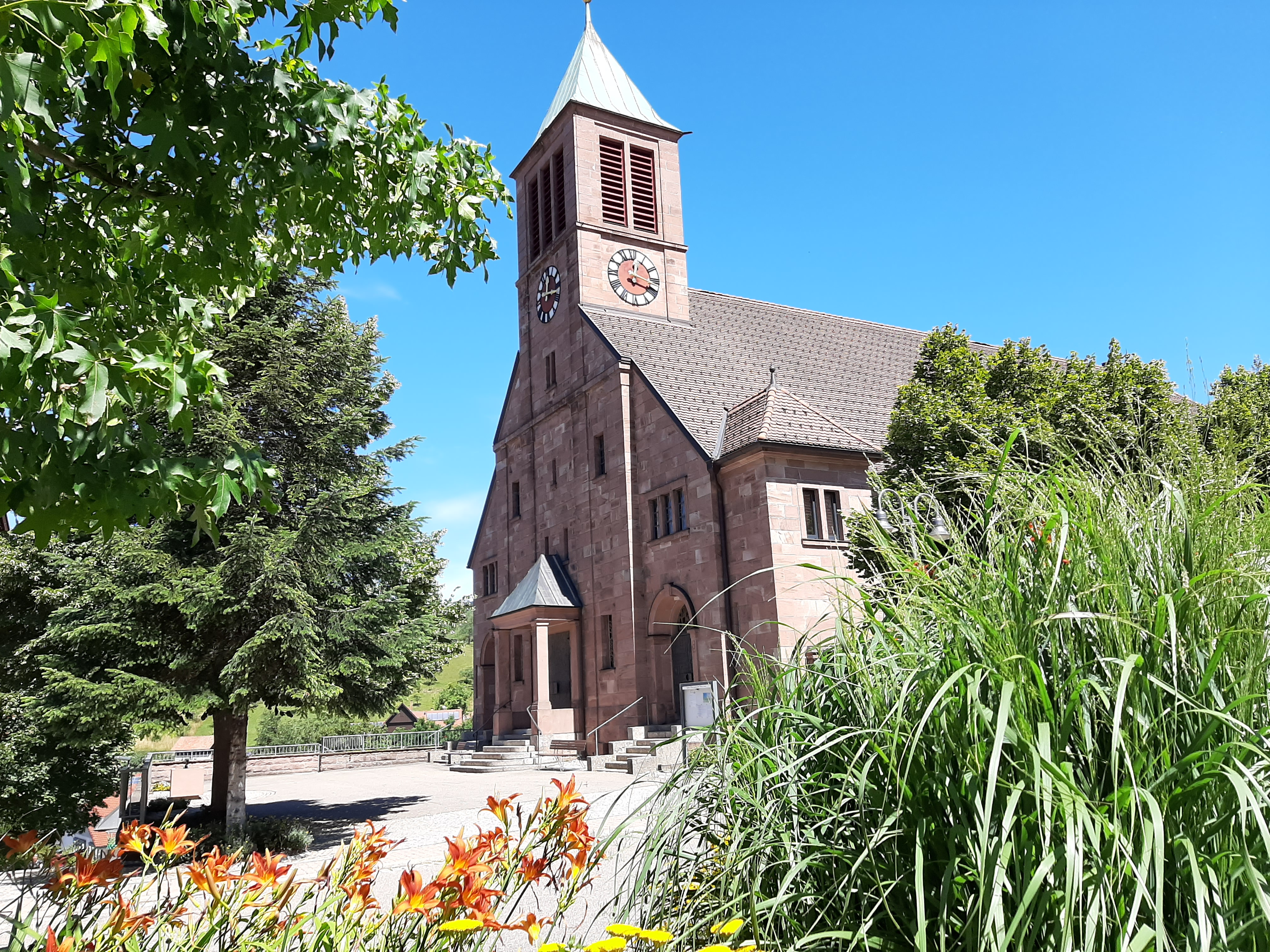
Herz-Jesu Pfarrkirche

Die Herz-Jesu Kirche ist 39 Meter lang und konnte 1924 unter der Bauleitung des erzbischöflichen Oberbausekretärs Fischer fertiggestellt werden. Im Kirchenneubau wurden etwa 1200 Kubikmeter Sandstein verbaut.
Die feierliche Konsekration der Kirche durch den Freiburger Erzbischof Carl Fritz erfolgte jedoch am 28. Mai 1927. Bis zum Jahre 1932 blieb Seebach mit seinen 1200 Katholiken eine Pfarrfiliale von Ottenhöfen, d. h. die Seelsorge war weiterhin die Aufgabe der Ottenhöfener Pfarrer Andris (1929) und Schell (ab 1929).
Da die Seebacher auch als Kirchenvolk völlig selbstständig sein wollten, erreichten sie, dass der Erzbischof von Freiburg am 20. November 1932 die Pfarrfiliale Seebach zur Pfarrkuratie erhob. Am 23. November 1932 erhielt die neue Pfarrkuratie in der Person des Pfarrkuraten Konrad Fuchs ihren ersten eigenen Seelsorger.
Weitere Kirchen und Kapellen sind die St. Michaelskapelle am Mummelsee (1972) und die Nothelferkapelle am Schwarzenkopf.

## Politik

### Verwaltungsverband
Die Gemeinde gehört dem Gemeindeverwaltungsverband Kappelrodeck an.

### Gemeinderat
Der Gemeinderat in Seebach hat zehn Mitglieder. Er besteht aus den gewählten ehrenamtlichen Gemeinderäten und dem Bürgermeister als Vorsitzendem. Der Bürgermeister ist im Gemeinderat stimmberechtigt. Aufgrund der Einheitsliste, die bei der Wahl am 9. Juni 2024 erstmals gebildet wurde, war es dem Wähler nur möglich eine Stimme pro Kandidat zu vergeben. Die Gemeinderatswahl fand nach dem Prinzip der Mehrheitswahl statt.

### Bürgermeister
Seit der Gemeindegründung gibt es einen Ortsvorstand, der zunächst den Titel Vogt und seit 1833 den Titel Bürgermeister führt.
- 1818–1823 Franz Michael Wigant[12]
- 1824–1831 Lorenz Hock[12]
- 1831–1835 Johann Schnurr[12]
- 1835–1851 Andreas Maier[13]
- 1851–1861 Leonhard Bürk[13]
- 1861–1882 Josef Schneider[13]
- 1882–1909 Lorenz Maier[14]
- 1909–1933 Josue Bruder[15]
- 1933–1934 Wilhelm Schnurr
- 1934–1945 Friedolin Knapp
- 1945–1969 Karl Sackmann[16]
- 1969–1993 Gerhard Bär[16]
- 1993–0000 Reinhard Schmälzle[16]

### Wappen
| Wappen von Seebach | Blasonierung: „In Silber auf grünem Dreiberg eine Tanne in natürlicher Farbe.“ |
| Wappen von Seebach | Wappenbegründung: Das Wappen wurde nach der Gemeindegründung aufgrund des Waldreichtums der Gemarkung ausgewählt und bereits auf dem ersten Siegel eine Tanne gezeigt. Im von den fünfziger Jahren des 19. Jahrhunderts bis um 1861 verwendeten Siegel war eine Krone auf dem Wappenschild. Bei einer Anschaffung eines neuen Gemeindesiegels beschloss der Gemeinderat am 20. August 1909 auf Vorschlag des badischen Generallandesarchivs Karlsruhe eine bessere heraldische Darstellung des bisherigen Wappens. |

### Partnerschaften
Seebach unterhält mit folgender Stadt eine Gemeindepartnerschaft:
- Ottrott, Elsass, Frankreich, seit 1967[18]

## Kultur und Sehenswürdigkeiten
Mummelsee

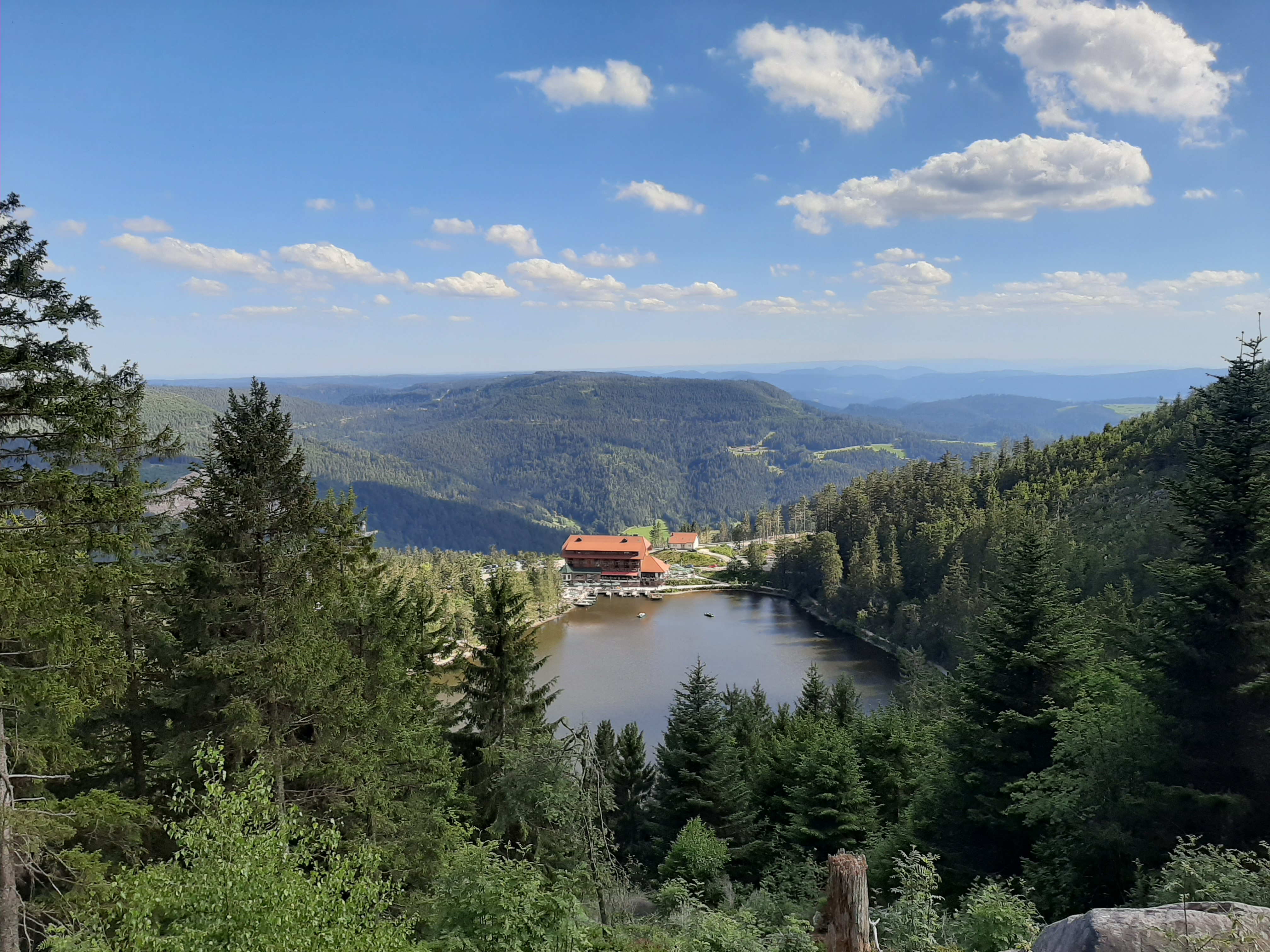
Blick auf den Mummelsee

Der Mummelsee ist einer der sieben verbliebenen Karseen des Schwarzwaldes. Die Karseen sind Überbleibsel der letzten Eiszeit. Der Mummelsee ist mit 800 m Umfang einer der größten, mit 17 m Tiefe einer der tiefsten und mit 1.036 m Höhenlage einer der höchsten der sieben Karseen. Der Wasserabfluss des Mummelsees erfolgt in das „Seebächle“, welches recht steil in das Seebachtal abfließt, bevor es sich im Tal mit dem größeren Strom der Acher vereinigt. Seinen Namen verdankt der Mummelsee den weißen Seerosen, im Volksmund „Mummeln“ genannt, die einst hier zahlreich wuchsen. Vor hundert Jahren entstand am Ufer des Mummelsees das Mummelseehotel, das bis kurz nach dem Ersten Weltkrieg nur zu Fuß zu erreichen war. Mit dem Bau der Schwarzwaldhochstraße im Jahr 1930 entwickelte sich der See mit dem Berghotel zu einem Ausflugsziel im Schwarzwald. Der Wasserabfluss des Mummelsees erfolgt in das „Seebächle“, welches recht steil und schnell in das Seebachtal abfließt, bevor es sich im Tal mit dem größeren Strom der Acher vereinigt. Der Mummelsee mit seinem Seebächle sind die Namensgeber für das Schwarzwalddorf Seebach.

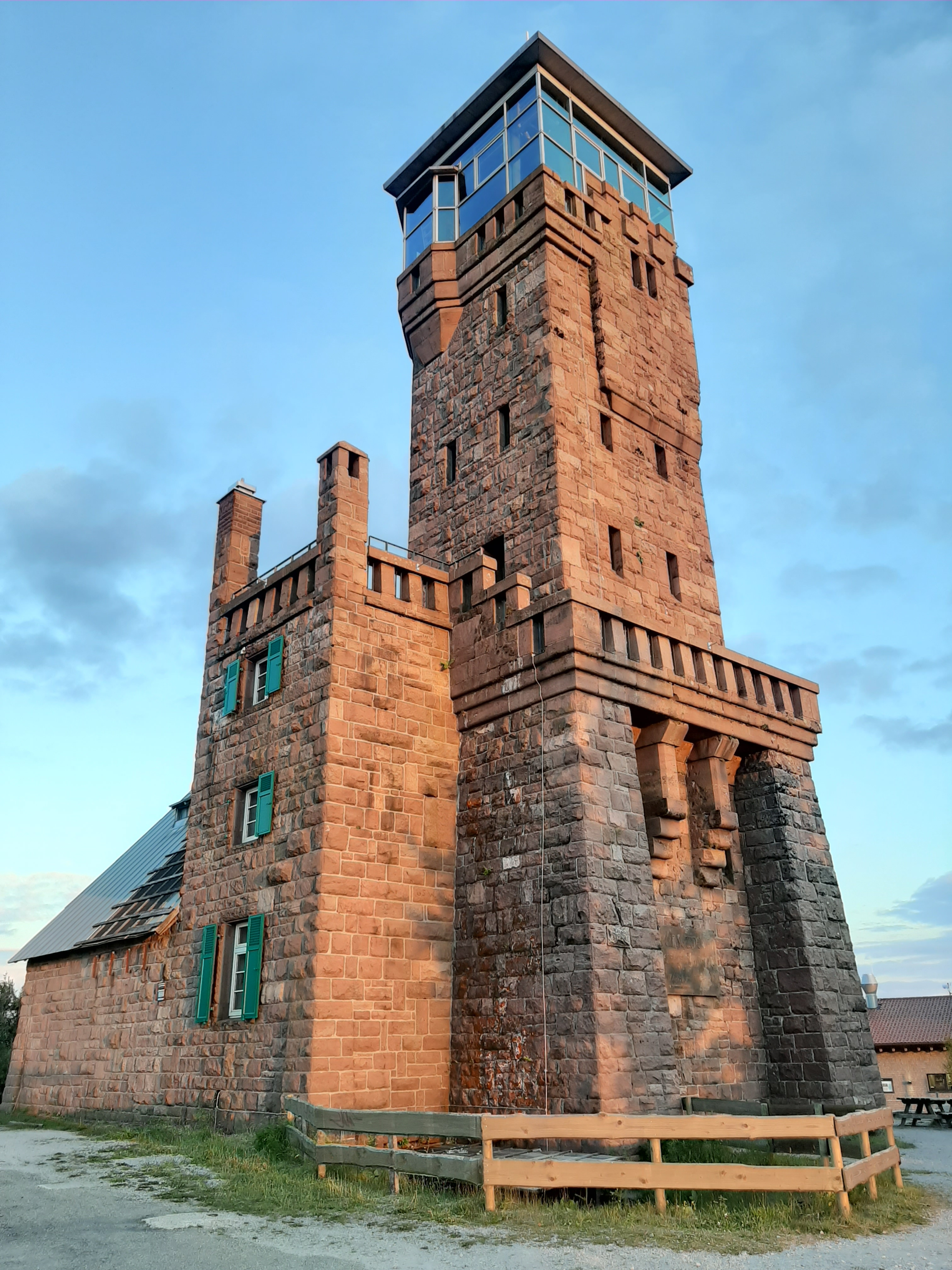
Hornisgrindeturm
Die Existenz des Hornisgrindeturms ist auf die Initiative des Badischen Schwarzwaldvereins unter Fabrikdirektor Nauwerk aus Oberachern zurückzugehen. Dieser erhielt am 15. Juni 1909 die Baugenehmigung vom Großherzoglichen Bezirksamt Achern. Eine Kupfertafel am Eingang des Turmes erinnert unter Angabe des Architekten an die Fertigstellung im Jahre 1910. Mit der Beschlagnahmung durch die Deutsche Luftwaffe und später durch das Französische Militär blieb der Aussichtsturm für die Öffentlichkeit nahezu 60 Jahre verschlossen. Mit dem Rückkauf der Liegenschaften im Jahre 1999 verfolgen die Gemeinde Seebach und die Waldgenossenschaft Seebach wieder das Ziel, die Hornisgrinde zu ursprünglichem Glanz eines beliebten Ausflugszieles zu entwickeln.
Museen
- Vollmers Mühle (über 250 Jahre alt)[21]
- Historisches Silberbergwerk Silbergründle (ca. 9. Jahrhundert)[22]
- Deckerhof-Mühle (1792)[23]
- Buhnefronze-Mühle

Ausflugsziele
- Darmstädter Hütte[24]
- Skilift Seibelseckle[25]
- Skilift Ruhestein[26]
- Nationalparkzentrum am Ruhestein[27]

Bauwerke
- Das Kulturdenkmal Hornisgrindeturm wurde von der Denkmalstiftung Baden-Württemberg zum „Denkmal des Monats Juni 2005“ ernannt. Die Existenz des Turms geht auf die Initiative des Badischen Schwarzwaldvereins unter Fabrikdirektor Nauwerk aus Oberachern zurück. Dieser erhielt am 15. Juni 1909 die Baugenehmigung vom Großherzoglichen Bezirksamt Achern. Eine Kupfertafel am Eingang des Turmes erinnert unter Angabe des Architekten an die Fertigstellung im Jahre 1910. Mit der Beschlagnahmung durch die Deutsche Luftwaffe und später durch das Französische Militär blieb der Aussichtsturm für die Öffentlichkeit nahezu 60 Jahre verschlossen. Im Jahre 1999 erfolgte der Rückkauf der Liegenschaften durch die Gemeinde Seebach.[28]

## Justiz
Seebach gehört zum Bezirk des Amtsgerichts Achern.

## Wirtschaft und Infrastruktur
Im ehemals fast ausschließlich durch die Land- und Forstwirtschaftlichen geprägten Dorfleben hat sich in den letzten Jahren ein großer Strukturwandel vollzogen. Aufgrund der für die Landwirtschaft ungünstigen topografischen Voraussetzungen und der dadurch mit bedingten schlechten Ertragslage werden heute die meisten Höfe im Nebenerwerb geführt. Die Hauptstruktur der Bauernhöfe ist derzeit vom Obst- und Topinambur Anbau für die 100 Kleinbrennereien, einer rationellen Viehhaltung oft mit Weidebetrieb und der Bewirtschaftung des Privatwaldes gekennzeichnet.
Im Jahr 2022 erzielte Seebach Einnahmen aus der Gewerbesteuer in Höhe von 1,25 Millionen Euro. Mit einem Gewerbesteuerhebesatz von 360 % liegt die Gemeinde unter dem durchschnittlichen Gewerbesteuerhebesatz Deutschlands. Dieser beträgt 407 % (Stand: 2023).
Eine große prägende Rolle spielen heute in Seebach zahlreiche mittelständische Betriebe wie Sägewerke, Steinbrüche, Handels- und Handwerksfirmen sowie der Tourismus. Gerade der Tourismus ist ein wichtiger Impulsgeber für sämtliche Seebacher Erwerbszweige. Ein innovatives Sägewerk verarbeitet die wertvollen Schwarzwaldhölzer aus den umliegenden Wäldern. Der weit bekannte Seebacher Granit ist ebenfalls ein wichtiger Rohstoff, welcher in zwei Steinbrüchen in moderner Abbauweise gewonnen wird.

### Auszeichnungen für Seebach
- Auszeichnung des Landes Baden-Württemberg für ein besonders beispielhaftes Gästebetreuungsprogramm
- mehrmaliger Landessieger im Familienwettbewerb Baden-Württemberg
- Bundessieger im Wettbewerb Ferien für die Familie in Deutschland
- mehrmalige Kreis- und Landesauszeichnung im Wettbewerb „Unser Dorf soll schöner werden“
- Landespreisträger im Wettbewerb „Konkrete Projekte zur Lokalen Agenda 21“[31]

### Freiwillige Feuerwehr Seebach
Die Freiwillige Feuerwehr Seebach wurde im Jahre 1936 gegründet. Das neue Feuerwehrgerätehaus wurde im Jahr 2002 bezogen. Für die Fertigstellung leisteten die Mitglieder der Feuerwehr über 3.500 ehrenamtliche Stunden.

### Waldgenossenschaften
Auf der Gemarkung Seebach gibt es bis heute zwei Waldgenossenschaften: die Waldgenossenschaft Grimmerswald mit 135 ha und die Waldgenossenschaft Seebach mit 248 ha Fläche.

### Bildung

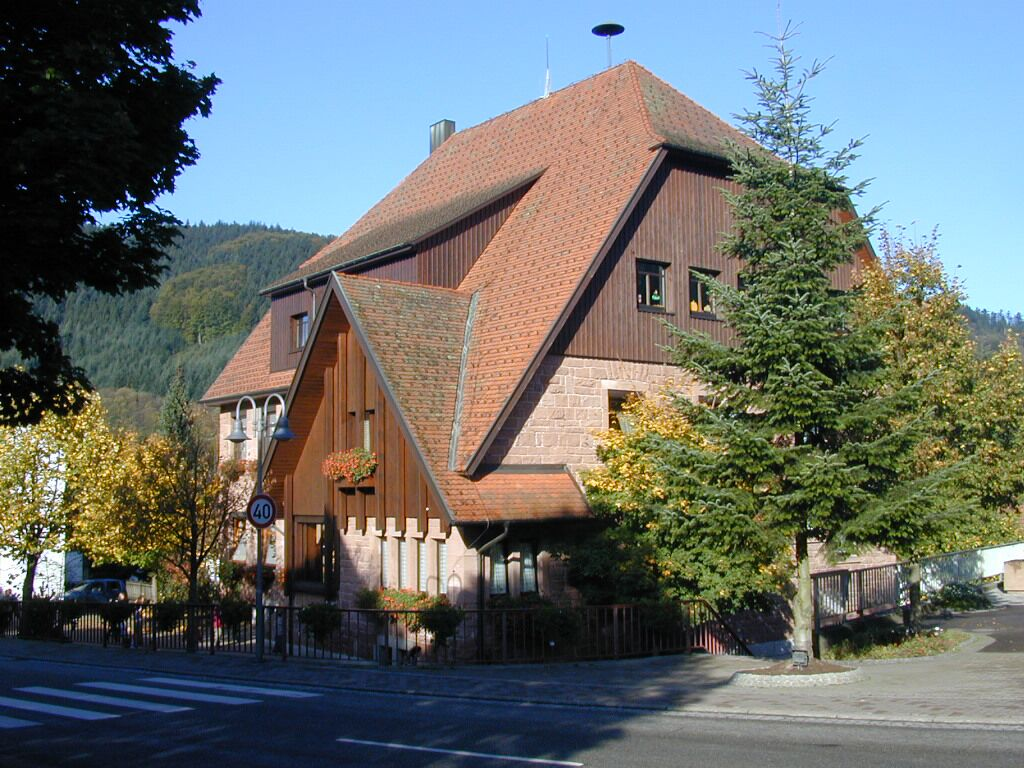
Grundschule Seebach

Seebach verfügt über eine eigene Grundschule. Außerdem gibt es einen Kindergarten unter kirchlicher Trägerschaft im Ort.

### Spielplätze
- Abenteuer am Adlersee
- Abenteuerspielplatz „Am Kurpark“
- Spielplatz „Grundschule“
- Spielplatz „Kirchberg“
- Spielplatz „Wildenberg“

## Söhne und Töchter der Stadt
- Wilhelm Bohnert (1886–1956), Sägewerksbesitzer und Politiker
- Udo Schmälzle (* 1943), römisch-katholischer Theologe